# Cluzelou
Le Cluzelou est une  rivière du sud-ouest de la France affluent de la Lède, sous-affluent de la Garonne par le Lot.

## Géographie
De 13,5 km de longueur, le Cluzelou prend sa source dans le département de Lot-et-Garonne commune de Saint-Eutrope-de-Born et se jette dans la Lède sur la commune de Monflanquin.

## Départements et communes traversées
- Lot-et-Garonne : Monflanquin, Cancon, Boudy-de-Beauregard, Lougratte, Saint-Eutrope-de-Born.

## Principaux affluents
- Le Soupiel : 3,1 km
- La Rètge : 4,7 km
- La Gardonne : 11,3 km
- Ruisseau d'Expérincoux : 2,5 km
- Le Bayol : 2,2 km
- Ruisseau de Rieussat : 2,5 km